# École des beaux-arts de Montréal
Pour les articles homonymes, voir École des beaux-arts.
L'École des beaux-arts de Montréal (EBAM) fut une institution d'enseignement québécoise, créée en 1922. 

## Histoire

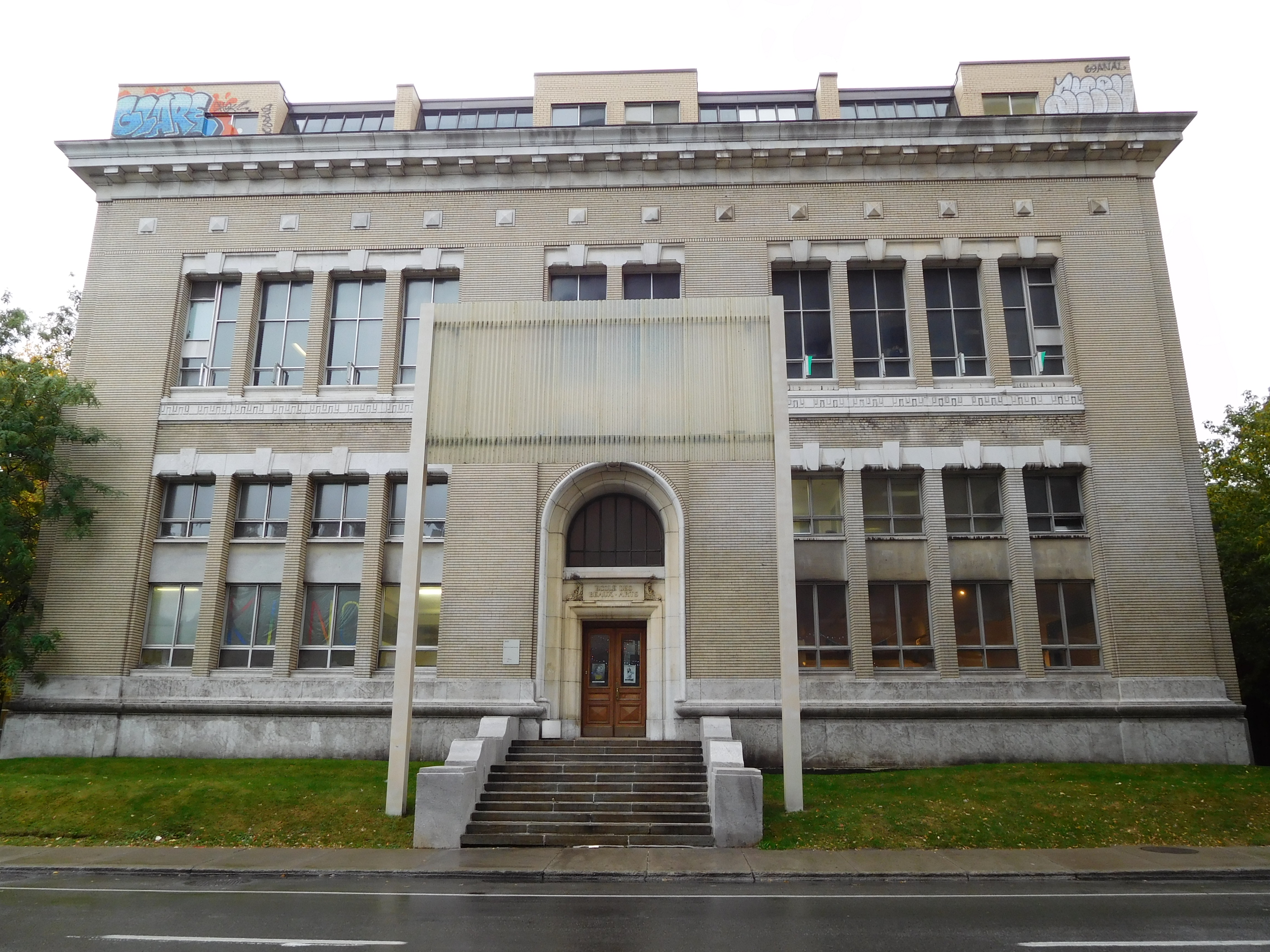
3450 rue Saint-Urbain

L'École des beaux-arts de Montréal a ouvert ses portes en 1923 dans un édifice bâti selon les plans des architectes montréalais Jean-Omer Marchand et Ernest Cormier, au 3450 rue Saint-Urbain à Montréal. À partir de 1955, l'édifice est consacré uniquement à l'enseignement de l'architecture. Cette partie de l'École des beaux-arts devient indépendante en 1959 sous le nom de l'École d'architecture de Montréal, puis (1964) l'École d'architecture de l'Université de Montréal. L'édifice a été occupé plus tard par le Conseil des arts de Montréal, de 1989 à 2009.
En 1955, l'enseignement des beaux-arts déménage dans l'immeuble adjacent de l'ancienne Commercial & Technical High School, bâti en 1905–07 et conçu par l'architecte Alexander Francis Dunlop, situé au 125 rue Sherbrooke Ouest. L'édifice a été recyclé pour la Bibliothèque nationale du Québec (Édifice Marie-Claire Daveluy) au début des années 1980. Il est occupé par l'Office québécois de la langue française depuis 1999; le nom Édifice Camille-Laurin lui est attribué en 2009.
À l'automne 1968, alors qu'un mouvement de grève étudiante se déploie dans les cégeps, les étudiantes et les étudiants de l'École des beaux-arts votent une grève à la mi-octobre. S'ensuit une occupation de l'école par les étudiants qui durera jusqu'à la mi-novembre et entraînera dans les mêmes années la formation de la commission Rioux Pendant ce mois, le bâtiment devient un lieu autogéré où s'élaborent des performances, des happenings, des discours, puis la nudité y devient socialement acceptable,. 
En 1969, l'École des beaux-arts de Montréal est intégrée à la Famille des arts de l'Université du Québec à Montréal, et a aidé à établir l'École de design de l'UQAM en 1974. 
La Bibliothèque des arts de l'UQAM a hérité des collections de la Bibliothèque de l'ÉBAM et le Service des archives de l'UQAM détient le fonds d'archives de l'École des beaux-arts de Montréal.
Claude Laflamme, un ancien élève, a réalisé un film documentaire sur l'histoire de l'École des beaux-arts intitulé La République des Beaux-arts : la malédiction de la momie,.
En 2018, l'école accueille la 9e édition du Festival Chromatic. Plus de 10 000 personnes visitent cette édition.

## Professeurs célèbres
- Frédéric Back
- Roland-Hérard Charlebois (1906-1965), professeur d'art publicitaire (1937-1943) et directeur (1946-1957)
- Henri Charpentier
- Sylvia Daoust (1943-1968)
- Albert Dumouchel
- Edmond Dyonnet
- Henry Eveleigh (1909-1999), directeur de programme de graphisme publicitaire
- Jean-Charles Faucher
- Maurice Félix
- Emmanuel Fougerat (1869- 1958), professeur d'art et directeur (1923-1925)[10]
- François-Marc Gagnon
- Julien Hébert
- André Jasmin[11]
- Jean-Paul Jérôme[12]
- Jean-Baptiste Lagacé, professeur d'histoire de l'art (1924-1936)[10]
- Alfred Laliberté
- Robert Mahias
- Charles Maillard (1887-1973), directeur (1925-1945)
- Lucien Martial (1892-1987), en poste de 1925 à 1935.
- Alfred Pellan
- Jules Poivert, professeur d'architecture
- Maurice Raymond, directeur (1957-1965)
- Joseph Saint-Charles
- Irène Senécal (1960-1966)
- Suzanne Rivard LeMoyne (1954-1957?)

## Étudiants célèbres
- Sylvia Daoust [13]
- Pierre Ayot
- Léo Ayotte
- Marcel Baril
- Paul-Vanier Beaulieu
- Jean-Thomas Bédard
- Jack Beder
- Fernand Bergeron
- Paul-Émile Borduas
- Géraldine Bourbeau
- Kittie Bruneau
- Gilles Carle
- Serge Chapleau
- Albert Chartier
- Jean-Claude Coiteux
- Wilfrid Corbeil
- Stanley Cosgrove
- Serge Cournoyer
- Jacques Coutu
- Jean-Philippe Dallaire
- Simone Dénéchaud
- Michèle Drouin
- Robert Élie
- Jacques Folch-Ribas
- Éloi de Grandmont
- Pierre Gauvreau
- Lise Gervais
- Joseph Giunta
- Normand Hudon
- Jean-Paul Jérôme
- René Jodoin
- Jean-Paul Ladouceur
- Claude Lafortune
- Tex Lecor (Paul Lecorre, dit)
- Jean Paul Lemieux
- Rita Letendre
- René Marcil
- Lucyl Martel
- Ernst Neumann
- Alice Nolin
- Serge Otis
- Mimi Parent
- Tahani Rached
- Maurice Raymond
- Louise Renaud
- Pierre Renaud
- Claude Roussel
- Irène Senécal
- Jean Simard
- Jori Smith
- Léonard Simard
- Françoise Sullivan
- Gaétan Therrien
- Jacques de Tonnancour
- Josette Trépanier
- Yves Trudeau
- Armand Vaillancourt
- Roger Langevin
- Raphaël Giarrusso